# Bernardo Sabadini
Bernardo Sabadini (také Sabbadini nebo Sabatini) (1. pol. 17. století Benátky? – 26. listopadu 1718 Parma) byl italský hudební skladatel a varhaník.

## Život
Narodil se nejspíše v Benátkách v první polovině 17. století. V letech 1662–1672 byl asistentem Johann Rosenmüllera a nástrojovým mistrem na konzervatoři Ospedale della Pietà v Benátkách. V roce 1681 odešel do Parmy, kde se stal varhaníkem u dvora vévody Odoarda II. Farnese (1666–1693). V roce 1689 byl jmenován sbormistrem a varhaníkem vévodského kostela a v roce 1692 ředitelem kůru. Své postavení si uchoval i za vlády Odoardova bratra Františka Farnese (1694–1727).
V letech 1686–1700 byl odpovědný za přípravu a provoz hudebních divadel Nuovissimo Teatro Ducale di Parma a Nuovo Teatro Ducale di Piacenza. Komponoval opery pro tato divadla. Spolupracoval s libretisty Lotto Lottim, Aurelio Aurelim a Giovanni Tamagnim. Během jeho působení u parmského dvora dosáhla operní představení vysoké úrovně, srovnatelné s nejlepšími italskými divadly té doby. Díla, která uváděl na parmské jeviště pod svými jménem, byla často adaptací oper jiných skladatelů hraných v benátských divadlech. Rozsah autorské tvůrčí práce lze dnes jen těžko posoudit, nehledě k tomu, že v barokní době byla otázka autorství posuzována zcela jinak než dnes.
V posledních letech svého života uváděl svá díla i mimo Parmu, zejména v Turíně, Římě, Janově a Pavii. Zemřel v Parmě 26. listopadu 1718.

## Dílo

### Opery
- Furio Camillo (dramma per musica, libreto Lotto Lotti, 1686, Piacenza)
- Didio Giuliano (dramma, libreto Lotto Lotti, 1687, Piacenza)
- Zenone il tiranno (dramma, libreto Lotto Lotti, 1687, Piacenza)
- Olimpia placata (dramma per musica, libreto Aurelio Aureli podle Ludovica Ariosta, 1687, Parma)
- L'ercole trionfante (dramma, libreto Aurelio Aureli, 1688, Piacenza)
- Teseo in Atene (dramma per musica, libreto Aurelio Aureli, 1688, Parma)
- Hierone tiranno di Siracusa (dramma, libreto Aurelio Aureli, 1688, Piacenza)
- Amor spesso inganna (dramma per musica, libreto Aurelio Aureli, 1689, Piacenza)
- Teodora clemente (dramma per musica, libreto Aurelio Aureli, 1689, Piacenza)
- Il Vespasiano (dramma per musica, libreto Aurelio Aureli, 1689, Parma)
- La gloria d'Amore (spettacolo festoso, libreto Aurelio Aureli, 1690, Parma)
- Il favore degli dei (dramma fantastico musicale, libreto Aurelio Aureli, 1690, Parma)
- Pompeo continente (dramma, libreto Aurelio Aureli, 1690, Piacenza)
- Diomede punito da Alcide (dramma, libreto Aurelio Aureli, 1691, Piacenza)
- La pace fra Tolomeo e Seleuco (dramma per musica, libreto Aurelio Aureli)
- Circe abbandonata da Ulisse (dramma, libreto Aurelio Aureli, 1692, Piacenza)
- Il Massiminio (dramma, libreto Aurelio Aureli, 1692, Parma)
- Talestri innamorata d'Alessandro Magno (dramma, libreto Aurelio Aureli, 1693, Piacenza)
- Il riso nato fra il pianto (dramma per musica, libreto Aurelio Aureli, 1694, Turín)
- Demetrio tiranno (dramma, libreto Aurelio Aureli, 1694, Piacenza)
- L'Aiace (dramma per musica, libreto Pietro d'Averara, 1697, Řím)
- L'Eusonia, overo La dama stravagante (componimento drammatico, 1697, Řím)
- Furio Camillo (dramma per musica, libreto Matteo Noris, 1697, Parma)
- La virtù trionfante dell'inganno00 (opera tragicomica, libreto G. C. Godi, 1697, Piacenza)
- L'Alarico (dramma per musica, libreto Carlo Maria Maggi, 1698, Janov)
- Il Domizio (dramma per musica, libreto Carlo Maria Maggi, 1698, Janov)
- Il Ruggiero (dramma per musica, libreto Giuseppe Tamagni, 1699, Parma)
- L'Eraclea (dramma per musica, libreto Silvio Stampiglia, 1700, Parma)
- Il Meleagro (favola pastorale, 1705, Pavia)
- Alessandro amante eroe (1706, Janov)
- Annibale (dramma per musica, 1706, Janov)
- La virtù coronata, o sia Il Fernando (dramma per musica, 1714, Parma)

### Jiná díla
- I sogni regolati d'Amore (serenata, 1693, Parma)
- Messa solenne (1694, Parma)
- Italia consolata (introduzione al balletto, 1696, Parma)
- I disegni della divina sapienza (oratorium, libreto C. F. Badia, 1698, Benátky)
- Gli amori d'Apollo e Dafne (introduzione al balletto, 1699, Parma)
- Po, Imeneo e Citerea (serenata pro tři hlasy, housle a hoboj)
- Různé kantáty a árie
- Fuga